# Klenák Nárcisz
Klenák Nárcisz, másként Klenák Narcissus (Szenc, 1745. – Besztercebánya, 1805. április 18.) szent Ferenc-rendi áldozópap.

## Élete
Szenci (Pozsony megye) származású; 22 éves korában 1763-ban lépett a rendbe és 1769-ben szenteltetett föl. Bölcseleti és teológiai tanulmányainak végeztével egy ideig hitszónok volt; azután tábori pap a báró Alvinczy-ezredben; végül Zerdahelyi Gábor besztercebányai püspök könyvtárosa volt Besztercebányán.

## Munkái
- Szomorú ének, mely előbb ama nagy Therésiának gyászos temetése alkalmatosságával az hadi nép által német nyelven énekeltetett. Most T. P. Narcissus által magyar nyelvre fordíttatott, és ki-nyomtattatott Kassa, 1781 (2. kiadás. Pozsony, 1789)
- Franczia Tükör, vagyis azon országnak undok meghasonlása, melybűl, hogy a magyar szív magát képzelje, egybe alkalmaztatott ... hadi káplány P. N. K. Páviában 1796. Vácz
- Nap-nyugoti tördelékek, vagyis a mai filosofusok eszeskedéseivel egybevetett józan elmélkedések, melyeket a magyar olvasók kedviért világosságra bocsájtott, és minden józan embernek saját ítéletire hagyott P. N. K. Pest, 1800, két kötet
- Zárt Mantua, vagyis abban foglalt inségeknek feljegyzése. Költ Szent-Kereszten 1801, hely nélkül
- Keresztény tekélletességre vezérlő vasárnapi prédikácziók, melyeket T. P. Narcissus Klenák ... a hívek lelki gyarapodására közrebocsátott. Beszterczebánya 1804-1805, két kötet (a beszterczebányai püspök költségével)
- Keresztény tekélletességre vezérlő ünnepnapi predikácziók, melyeket ... a hivek lelki gyarapodására közrebocsátott. Ugyanott, 1805 (a beszterczebányai püspök költségével)